# Guyot

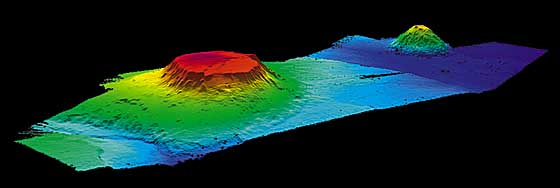
Imagen de ordenador del monte submarino Bear Seamount.

Un guyot es un monte submarino que tiene la forma de un tronco de cono. Los guyots pueden encontrarse aislados, pero frecuentemente forman alineaciones, a veces de hasta un centenar de ellos. Su cima es plana, y se halla a una profundidad marina de más 200 m, y a una altura de al menos 900 m encima del fondo marino que les rodea. Según parece, muchos son restos de islas volcánicas antiguas que, en un pasado lejano, sobresalían del nivel del mar. En ellas se pueden encontrar vestigios de terremotos y derrumbamientos, ya que a veces datan del cretáceo. Su cima fue arrasada por estos procesos y la erosión subáerea y la acción de las olas. Más tarde debió producirse una subida del nivel del mar por cambios climáticos, y/o un descenso del suelo oceánico por su alejamiento del dorsal centro-oceánica u otro punto caliente, donde brotó el volcán submarino que generó la isla originalmente. Así, se quedó la isla como guyot a la profundidad a la que hoy se halla.
Ecológicamente, estos montes submarinos proporcionan un sustrato duro para que los organismos marinos, como los corales de aguas profundas y las esponjas, se adhieran. Los montes submarinos proporcionan un hábitat vital para los invertebrados marinos como las estrellas quebradizas y las langostas en cuclillas para vivir y actuar como criaderos de peces de aguas profundas. Los guyots también influyen en el flujo de aguas más profundas, lo que resulta en la afluencia de aguas ricas en nutrientes hacia la superficie del mar. La surgencia aumenta la productividad biológica del plancton y los peces, que a su vez proporciona alimento para aves marinas, peces más grandes, ballenas y delfines.
El nombre de estas formaciones se deriva de la abreviatura del nombre del geólogo y geógrafo suizo Arnold Henry Guyot.

## Historia
Harry Hammond Hess fue el primero en reconocer a los guyots en 1945. Recopiló datos utilizando equipos de ecosondeo en un barco que comandó durante la Segunda Guerra Mundial. Sus datos mostraron que algunos montes submarinos tenían cimas planas. Hess llamó a estos montes submarinos "guyots", en honor al geógrafo del siglo XIX Arnold Henry Guyot. Hess planteó la hipótesis de que alguna vez fueron islas volcánicas que habían sido decapitadas por la acción de las olas y ahora se encuentran muy por debajo del nivel del mar. Esta idea se utilizó para fortalecer la teoría de la tectónica de placas.

## Formación

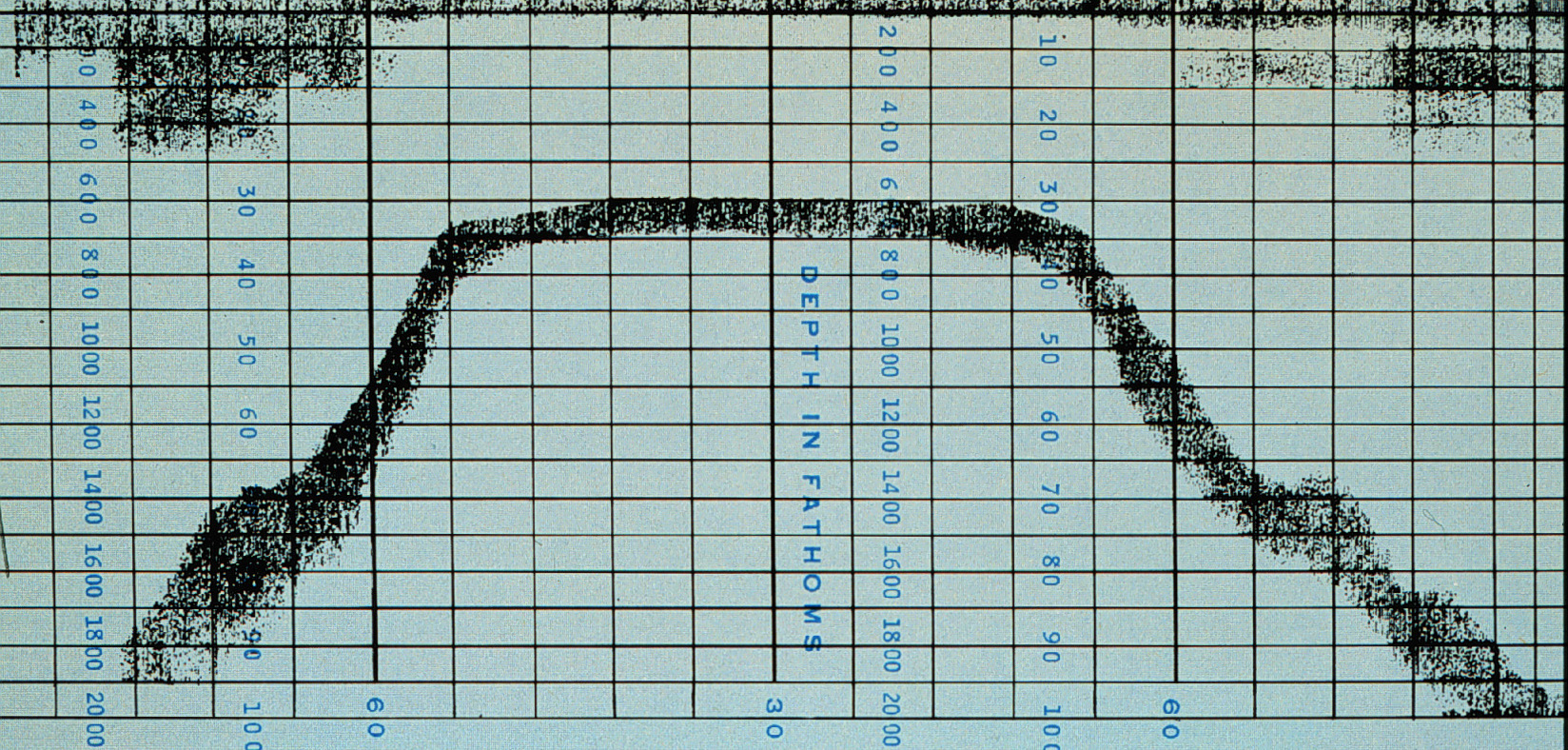
Huella sonar del primer Guyot descubierto por Hess.

Los guyots muestran evidencia de haber una vez estado por encima de la superficie, con gradual hundimiento a través de etapas de montañas con acantilados, atolones de coral, y finalmente una montaña sumergida superior plana. Los montes submarinos se forman mediante la extrusión de lava que asciende por etapas desde fuentes dentro del manto de la Tierra, generalmente puntos calientes, a los ductos de ventilación del fondo marino. El vulcanismo cesa invariablemente después de un tiempo y dominan otros procesos. Cuando un volcán submarino crece lo suficientemente alto como para estar cerca o romper la superficie del océano, la acción de las olas y/o el crecimiento de los arrecifes de coral tienden a crear una estructura de cima plana. Sin embargo, toda la corteza oceánica y los guyots se forman a partir de magma y/o rocas calientes, que se enfrían con el tiempo. A medida que la litosfera sobre la que se desarrolla el futuro guyot se enfría lentamente, se vuelve más densa y se hunde más en el manto de la Tierra, a través del proceso de isostasia. Además, los efectos erosivos de las olas y las corrientes se encuentran principalmente cerca de la superficie: las cimas de los guyots generalmente se encuentran debajo de esta zona de mayor erosión.
Este es el mismo proceso que da lugar a una topografía más alta del lecho marino en las dorsales oceánicas, como la Dorsal mesoatlántica en el Océano Atlántico, y un océano más profundo en las llanuras abisales y fosas oceánicas, como la Fosa de las Marianas. Por lo tanto, la isla o bajío que en algún momento se convertirá en guyot cede lentamente durante millones de años. En las regiones climáticas adecuadas, el crecimiento de los corales a veces puede seguir el ritmo del hundimiento, lo que resulta en la formación de un atolón de coral, pero finalmente los corales se sumergen demasiado para crecer y la isla se convierte en guyot. Cuanto mayor es la cantidad de tiempo que pasa, más profundos se vuelven los guyots.
Los montes submarinos proporcionan datos sobre los movimientos de las placas tectónicas sobre las que viajan y sobre la reología de la litosfera subyacente. La tendencia de una cadena de montañas submarinas traza la dirección del movimiento de la placa litosférica sobre una fuente de calor más o menos fija en la astenosfera subyacente, la parte del manto de la Tierra debajo de la litosfera. Se cree que hay hasta unos 50.000 montes submarinos en la cuenca del Pacífico. La cadena de montes submarinos Hawái-Emperador es un excelente ejemplo de toda una cadena volcánica que experimenta este proceso, desde el vulcanismo activo hasta el crecimiento de los arrecifes de coral, la formación de atolones, el hundimiento de las islas y la transformación en guyots.

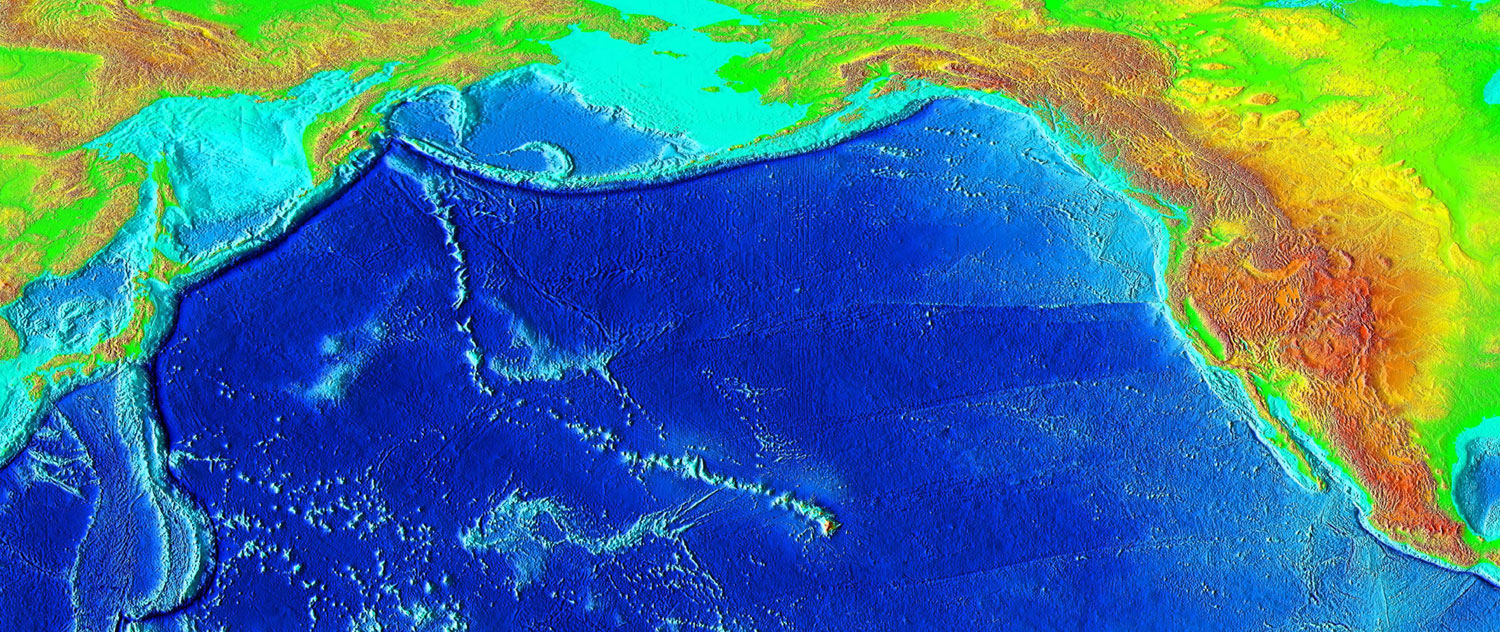
La cadena de montes submarinos Hawái-Emperador

## Características
El gradiente de inclinación de la mayoría de los guyots es de unos 20 grados. Para ser técnicamente considerados guyot o de mesa, deben tener una altura mínima de 900 m. Un guyot en particular, el Gran Meteoro Tablemount en el Océano Atlántico Noreste, se encuentra a más de 4000 m de altura, con un diámetro de 110 km. Sin embargo, hay muchos soportes submarinos que pueden oscilar entre poco menos de 90 m y alrededor de 900 m. Las construcciones volcánicas oceánicas muy grandes, de cientos de kilómetros de diámetro, se denominan mesetas oceánicas. Los Guyots son mucho más grandes en área (media de 3313 km²) que los montes submarinos típicos (área media de 790 km²).
Hay 283 guyots conocidos en los océanos del mundo.[cita requerida] En el Pacífico Norte 119, en el Pacífico Sur 77, en el Atlántico Sur 43, en el Océano Índico 28, en el Atlántico Norte ocho, en el Océano Austral seis y en el Mar Mediterráneo dos; no se conoce ninguno en el océano Ártico, aunque uno se encuentra a lo largo del estrecho de Fram en el noreste de Groenlandia. Los guyots también están asociados con formas de vida específicas y cantidades variables de materia orgánica. Aumentos locales de clorofila a tasas de incorporación de carbono mejoradas y cambios en el fitoplancton. La composición de especies está asociada con guyots y otros montes submarinos.

## Conformación
Los guyots son montañas submarinas de cumbres planas que en su origen fueron volcanes activos. El contenido geológico de las rocas que forman los guyots es de origen volcánico.
Los guyots comienzan como volcanes submarinos o montes submarinos formados por actividad volcánica en el fondo oceánico. Con el tiempo, estos emergen como volcanes en escudo, creando grandes acumulaciones de lava. A medida que los volcanes entran en erupción, se expulsa lava basáltica, que se solidifica en varios tipos de rocas, siendo la más común el basalto.

### Rocas basálticas
Basalto es el tipo de roca más común encontrado en los guyots. El basalto es una roca ígnea que se forma a partir de la solidificación de la lava que entra en erupción en el fondo marino. Es rica en hierro y magnesio, lo que le da un color oscuro. El basalto es un componente principal de la corteza oceánica y se forma cuando la lava se solidifica en el fondo oceánico. La lava en almohadillas es una forma específica de basalto que se forma cuando la lava entra en erupción bajo el agua. Crea formas de almohadillas debido al enfriamiento rápido de la lava cuando entra en contacto con el agua fría.

### Movimiento tectónico y placas
Con el tiempo, la placa litosférica a la que pertenece el volcán se desplaza lejos de la pluma mantélica que originó la actividad volcánica. A medida que la placa se mueve, el volcán se vuelve inactivo y se hunde o subside debido al enfriamiento y engrosamiento de la corteza oceánica. Esta subsidencia, junto con la erosión de la estructura volcánica por las olas y corrientes, provoca que la forma cónica original se aplaste en la parte superior, transformándose en la característica forma plana de los guyots.
Los guyots se encuentran a diferentes profundidades según su edad. Los guyots más jóvenes pueden tener lados más empinados, mientras que los más antiguos pueden estar más erosionados y tener una cima más pronunciada. Algunos de los guyots más antiguos se encuentran a grandes profundidades, lo que indica que se formaron hace millones de años.

### Capa de sedimentos
Con el tiempo, los sedimentos se acumulan sobre las rocas basálticas, contribuyendo a la geología general de los guyots. Estos sedimentos consisten principalmente de partículas finas, como arcilla, que se depositan desde la columna de agua. Estos sedimentos suelen ser ricos en microfósiles (como foraminíferos) y materiales calcáreos provenientes de organismos marinos. Durante la actividad volcánica, algunas cenizas volcánicas y materiales expulsados podrían haberse acumulado en las laderas de los guyots, formando capas sobre la base basáltica. Finalmente los arrecifes de coral u otros organismos marinos podrían haberse desarrollado en los flancos de los guyots si se elevaron lo suficiente como para acercarse a la superficie. Con el tiempo, el carbonato de calcio depositado por la vida marina puede acumularse, añadiendo una capa más a la formación geológica.

### Alteración hidrotermal
En algunos casos, los guyots pueden albergar válvulas hidrotermales en su cima o en sus flancos. Estas válvulas son lugares donde el agua calentada por el magma, rica en minerales, emerge del fondo marino. La interacción de estos fluidos con las rocas basálticas puede alterar la composición química de la roca, enriqueciendo la zona con minerales como cobre, zinc o hierro. La alteración de rocas ultramáficas (rocas con bajo contenido de sílice) por agua de mar para formar minerales como la serpentina es otro proceso geológico común en ciertos entornos oceánicos. Este proceso puede afectar algunas formaciones rocosas de los guyots.

### Composición Geoquímica
El perfil geoquímico de las rocas que forman los guyots revela típicamente:
- Basalto con Elementos Volátiles en Traza: Dado que los guyots se originan de plumas mantélicas, el contenido geoquímico de las rocas puede estar enriquecido con ciertos elementos traza como los elementos de tierras raras (REE), níquel y otros metales pesados.
- Basaltos Toleíticos y Alcalinos: Dependiendo de la actividad volcánica específica y de la profundidad de formación, el basalto puede ser toleítico (más rico en hierro) o alcalino (rico en metales alcalinos).[15]

### Evidencia Paleontológica
Microfósiles: Los organismos marinos, como el plancton y los foraminíferos, a menudo se depositan en los guyots, contribuyendo a las capas sedimentarias y revelando información sobre las condiciones oceánicas pasadas, el clima y la historia de la zona.

## Distribución geográfica

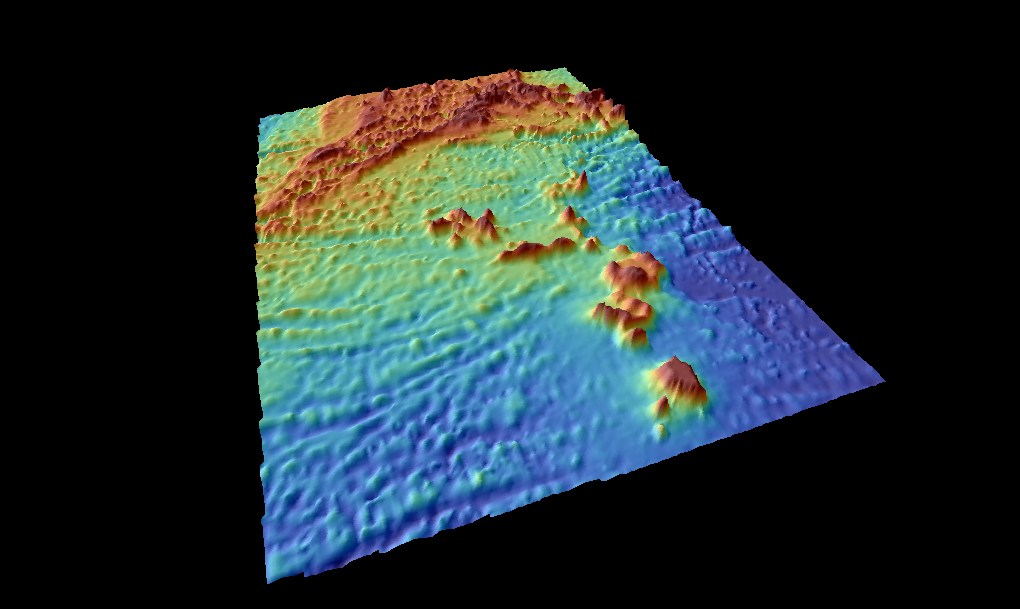
El complejo submarino Atlantis-Meteor, al sur de la triple unión de las Azores.

La mayoría de los guyots se encuentran en el Océano Pacífico y el Océano Índico, incluso en sus sectores antárticos, en el Océano Austral. En la zona tropical, los guyots suelen estar coronados por arrecifes de coral.
Los guyots se encuentran en profundidades abisales y pueden tener una altura de hasta 4-5 kilómetros. Las cimas planas de algunos guyots suelen estar a sólo 200-300 metros de la superficie del océano. Y la cima del guyot Lomonosov, ubicada en las Islas Azores en el Océano Atlántico, se encuentra a sólo 18 metros de la superficie del agua. Los guyots más famosos son Meteor, Banzare, Ob Bank y Lena Bank y otros.
En el área de algunos montes submarinos, guyots y otras elevaciones submarinas oceánicas en mar abierto, viven constantemente concentraciones bastante densas de peces de intereés comercial. El área de las cimas planas de tales guyots puede ser tan grande que representan áreas bastante conocidas para la pesca de arrastre oceánica.
Los depósitos de costras de cobalto-manganeso (CMC) también suelen estar asociados con los guyots. 

## Los guyots como prueba de la tectónica de placas
Los guyots sirvieron como prueba de la tectónica de placas. Frente a fosas marinas profundas, donde la corteza oceánica se sumerge bajo otra placa (subducción), se encontraron guyots que estaban ligeramente inclinados, por lo que se pudo demostrar que la meseta se inclinaba hacia la fosa marina profunda.

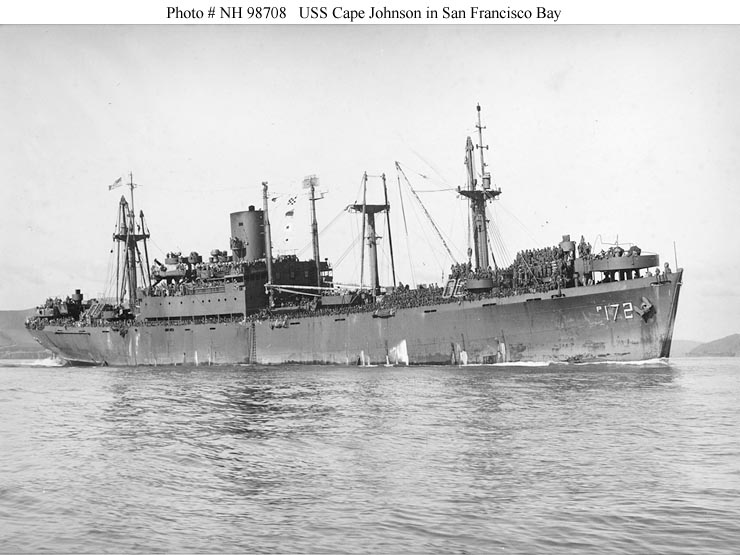
El USS Cape Johnson (AP-172) en la Bahía de San Francisco.

Harold Murray descubrió domos de aguas profundas en 1941 en el Golfo de Alaska. Fueron descritos por primera vez en 1946 por Harry Hammond Hess, geólogo estadounidense de la Universidad de Princeton. Localizó alrededor de 100 de estos montes submarinos en el Océano Pacífico mientras comandaba el buque de tropas U.S.S. Cape Johnson (AP-172), durante la Segunda Guerra Mundial. Con la ayuda de la potente ecosonda de este tipo de buques, creó perfiles topográficos de elevación de los fondos marinos. Descubrió las guyots y conjeturó correctamente que se trataba de volcanes submarinos aplanados por la erosión. En 1946 les dio el nombre del geógrafo Arnold Henry Guyot (1807-1884), fundador del departamento de geología de la Universidad de Princeton. Con la ayuda de éstas y otras numerosas observaciones y descubrimientos realizados en los años siguientes, formuló la hipótesis de la extensión del fondo marino y la publicó en 1962 con el título de Historia de las cuencas oceánicas. Con ella había analizado el movimiento de la placas tectónicas (movilismo) y lo describió.

## Biología
Los guyots también están asociados con formas de vida específicas y diferentes cantidades de materia orgánica. Hay aumentos locales en la clorofila a, mayores tasas de absorción de carbono y cambios en la composición de las especies de fitoplancton.
Se sabe muy poco sobre qué tipos de alimentos comen los animales del océano en el fondo marino, muy profundo. Generalmente se cree que las partículas que se hunden rápidamente (recogidas por trampas de sedimentos) son la principal fuente de alimento para los consumidores bentónicos en ambientes abisales. Sin embargo, basándose en evidencia de isótopos estables, algunos estudios sugieren que las partículas que se hunden rápidamente no son una fuente directa de alimento para el megabentos. En cambio, el zooplancton, la materia orgánica sedimentaria y las partículas flotantes (y las partículas que se hunden lentamente) son alimentos importantes para estos animales. Los estudios indican que los organismos megabentónicos son capaces de utilizar una amplia gama de fuentes de alimentos, posiblemente incluidas bacterias.